# Campodesmus cristus
Campodesmus cristus är en mångfotingart som beskrevs av Demange 1971. Campodesmus cristus ingår i släktet Campodesmus och familjen Campodesmidae. Inga underarter finns listade i Catalogue of Life.